# Capitoli di Shaman King

Copertina del ventiseiesimo volume dell'edizione italiana, raffigurante Sati Saigan e Yoh Asakura

Il manga Shaman King è stato scritto da Hiroyuki Takei e pubblicato sulla rivista Weekly Shōnen Jump in Giappone. Conta 289 capitoli raccolti in 32 volumi, circa 16 capitoli extra e infine un breve racconto conclusivo chiamato Le Terme di Funbari. Nel 2008 il manga è stato ristampato in Giappone nella versione kanzenban, in cui Takei ha riveduto e corretto numerose tavole e ha disegnato 16 capitoli aggiuntivi che costituiscono un nuovo e più completo finale dell'opera. In totale sono stati pubblicati, sul mercato, 27 volumi, da marzo 2008 ad aprile 2009, a cadenza bisettimanale.
In Italia, il manga è stato pubblicato all'interno della collana mensile Dragon della casa editrice Star Comics dal 3 giugno 2003 al 4 settembre 2006. La ristampa, in Italia, è pubblicata sempre dalla Star Comics a partire dal 4 novembre 2010 a cadenza mensile come Perfect Edition. Star Comics ha pubblicato inoltre, con cadenza mensile, la Final Edition, basata sulla kanketsuban di Kōdansha di 35 volumi, dal 31 marzo 2021 al 14 settembre 2022.

## Volumi 1-10
| Nº | Titolo italiano Giapponese 「Kanji」 - Rōmaji | Data di prima pubblicazione         | Data di prima pubblicazione |
| Nº | Titolo italiano Giapponese 「Kanji」 - Rōmaji | Giapponese                          | Italiano                    |
| 1  | Il ragazzo che danza con gli spiriti 「幽霊と踊る男」 - Yūrei to odoru otoko | 3 dicembre 1998 ISBN 4-08-872644-8  | 3 giugno 2003               |
| 1  | Capitoli - 1. Il ragazzo che danza con gli spiriti (幽霊と踊る男?, Yūrei to odoru otoko) - 2. Samurai in attesa (待つ侍?, Matsu samurai) - 3. Un'insegna incompleta (未看板?, Mi kanban) - 4. Soul Boxing (ソウル・ボクシング!?, Sōru Bokushingu) - 5. Un samurai come guardia del corpo (侍ボディーガード?, Samurai Bodīgādo) - 6. Un altro sciamano (もう一人のシャーマン?, Mō hitori no Shāman) - 7. Shaman×Shaman (Shaman×Shaman?) - 8. Possessione al cento per cento (憑依100?, Hyōi hyaku) |                                     |                             |
| 1  | Trama Quando Manta Oyamada, uno studente delle medie di Tokyo, trova uno sciamano, Yoh Asakura, che gioca con i fantasmi in un cimitero, spera di saperne di più su di lui. Tuttavia, Manta viene attaccato da una banda comandata da Ryu "Spada di Legno" e viene salvato da Yoh, che riesce a fondere la sua anima con lo spirito di un antico samurai di nome Amidamaru. Notando la forza di Amidamaru, Yoh gli dà la sua spada originale, Harusame, in modo che Amidamaru accetti la sua richiesta di diventare suo partner. Tuttavia, mentre cercano di trovare altri alleati, attirano solo l'attenzione dello sciamano Ren Tao, il cui attuale partner è Bason, un guerriero cinese. Quando Yoh rifiuta di permettere a Ren di prendere Amidamaru per aiutarlo a diventare il "Re Sciamano", i due giovani sciamani si danno battaglia l'uno contro l'altro. Entrambi gli sciamani riescono a usare il 100% dei poteri dei loro spiriti, ma Yoh vince il combattimento.  |                                     |                             |
| 2  | Uno sciamano precoce 「おシャマなシャーマン」 - Oshama na Shāman | 4 marzo 1999 ISBN 4-08-872685-5     | 3 luglio 2003               |
| 2  | Capitoli - 9. Shaman King (シャーマンキング?, Shāman Kingu) - 10. Uno sciamano precoce (おシャマなシャーマン?, Oshama na Shāman) - 11. Shaman Life (シャーマンライフ?, Shāman Raifu) - 12. Kung Fu Master (カンフーマスター?, Kanfū Masutā) - 13. Il cadavere burattino (屍人形?, Shikabane ningyō) - 14. Corri, Manta! (走れまん太?, Hashire Manta) - 15. Il colpo furioso di Pyron (パイロン怒りの一発?, Pairon ikari no ippatsu) - 16. Kuchiyose! (クチヨセ?, Kuchiyose) - 17. La via del Daodando (パイロン導弾道への道?, Pairon DaoDanDō e no michi) |                                     |                             |
| 2  | Trama Mentre Yoh si riprende dal suo precedente combattimento, ricorda che i Re Sciamani erano salvatori dal mondo che si sono fusi con il "Grande Spirito". Quando si sveglia, Yoh viene accolto dalla sua fidanzata, Anna Kyoyama, che è venuta ad addestrarlo per farlo vincere l'imminente torneo Shaman Fight e diventare Shaman King. Mentre sopporta il regime brutale di Anna, Yoh si confronta con Jun Tao, la sorella maggiore di Ren, e il suo spirito, un ex star del cinema di kung fu di nome Lee Pyron. Non avendo armi che Amidamaru sia in grado di usare, Yoh viene sopraffatto da Pyron finché Manta non gli dà il bokken di Ryu. Tuttavia, liberare Pyron dall'incantesimo di Jun fa impazzire Pyron quando si rende conto di essere stato assassinato dalla famiglia Tao e attacca Jun. Dopo aver recuperato i sensi, Pyron decide di rimanere con Jun, ma senza che la sua mente sia controllata.                                                         |                                     |                             |
| 3  | La stella che annuncia l'inizio delle battaglie 「開幕を告げる星」 - Kaimaku o tsugeru hoshi | 30 aprile 1999 ISBN 4-08-872714-2   | 3 agosto 2003               |
| 3  | Capitoli - 18. Best Place Tracker (ベスト プレイストレッカー?, Besuto Pureisu Torekkā) - 19. Un rancore di seicento anni (因縁の600年?, Innen no 600 nen) - 20. L'attacco di Tokageroh (強襲トカゲロウ?, Kyōshū Tokagerō) - 21. Pioggia primaverile (春に降る雨?, Haru ni furu ame) - 22. Il nostro Ryu (オレたちの竜さん?, Oretachi no Ryū-san) - 23. Tokageroh Blues (トカゲロウブルース?, Tokagerō Burūsu) - 24. Tokageroh, fusione (憑依合体トカゲロウ?, Hyōi gattai Tokagerō) - 25. Ryu ricambia il favore (竜の恩返し?, Ryū no ongaeshi) - 26. La stella che annuncia l'inizio delle battaglie (開幕を告げる星?, Kaimaku o tsugeru hoshi) |                                     |                             |
| 3  | Trama Quando lo spirito di un bandito di nome Tokagero possiede Ryu, ruba Harusame e prende Manta in ostaggio per vendicarsi di Amidamaru, che ha ucciso Tokagero molto tempo fa. All'arrivo a casa di Yoh e Anna, affronta Amidamaru, che decide di distruggere Harusame per proteggere i suoi nuovi amici nonostante il fatto che il suo amico Mosuke avesse originariamente forgiato la spada per Amidamaru. Quando il corpo di Ryu crolla per lo sforzo di essere posseduto, Yoh permette a Tokagero di possederlo per salvare Ryu. Incapace di uccidere Yoh poiché la sua fiducia ricorda a Tokagero di come sua madre una volta si fidava di lui, Tokagero risparmia Yoh e fugge. Il giorno successivo, Ryu si scusa con Yoh e Amidamaru per quello che ha fatto, e accetta di essere posseduto da Mosuke quando Anna lo convoca per riparare Harusame. |                                     |                             |
| 4  | Totem Pole 「あいつのトーテムポール」 - Aitsu no Tōtemu Pōru | 4 agosto 1999 ISBN 4-08-872750-9    | 3 settembre 2003            |
| 4  | Capitoli - 27. Una nuova battaglia (新たなる闘い?, Aratanaru tatakai) - 28. Silva Style (シルバ·スタイル?, Shiruba Sutairu) - 29. Over Soul (Over Soul?) - 30. Totem Pole (あいつのトーテムポール?, Aitsu no Tōtemu Pōru) - 31. Oracle Bell (ゲット ア オラクルベル?, Getto a Orakuru Beru) - 32. L'insegnamento dei Pache (パッチの教え?, Patchi no oshie) - 33. Horo Horo (ホロホロ?) - 34. Il potere di Kororo (コロロの力?, Kororo no chikara) - 35. Il sogno precipita (夢がホロホロ?, Yume ga Horohoro) |                                     |                             |
| 4  | Trama Per qualificarsi per lo Shaman Fight, Yoh viene testato da Silva, un membro della Patch Tribe che supervisiona lo Shaman Fight. Tuttavia, Yoh non è in grado di colpire Silva, che usa la sua energia spirituale per combinare i suoi vari spiriti animali per combinarli con oggetti per creare armi in una tecnica chiamata Superanima. Quando Yoh riesce a creare una Superanima unendo Amidamaru con Harusame, ottiene un colpo su Silva e si qualifica per il torneo. Yoh è presto costretto ad affrontare il suo primo avversario, uno sciamano Ainu Horohoro, che incanala il suo spirito, un Koro-pok-guru di nome Kororo , con il suo snowboard per effettuare attacchi di ghiaccio, e sogna di diventare Re Sciamano per piantare un vasto campo di farfaccio per il Koro-pok-guru. |                                     |                             |
| 5  | A proposito di Yoh 「葉について」 - Yō ni tsuite | 4 ottobre 1999 ISBN 4-08-872776-2   | 3 ottobre 2003              |
| 5  | Capitoli - 36. Una spada e uno spettro forti (強い刀強い霊?, Tsuyoi katana tsuyoi rei) - 37. La conclusione (決着?, Ketchaku) - 38. Bagno sotto le stelle (風呂と星空?, Furo to hoshizora) - 39. Un uomo con la spina dorsale (骨のある奴?, Hone no aru Yatsu) - 40. Col cuore in gola (腹を割って話そう?, Hara o watte hanasō) - 41. Natural Bone Killers (Natural Bone Killers?) - 42. Un medico provocatorio (挑発医師?, Chōhatsu ishi) - 43. A proposito di Yoh (葉について?, Yō ni tsuite) - 44. Amori bianchi (白い恋人?, Shiroi koibito) - Bonus. Funbarigaoka Stories |                                     |                             |
| 5  | Trama Yoh è in grado di contrattaccare tutti gli attacchi di Horohoro, vincendo il combattimento quando Horohoro esaurisce il suo furyoku. Gli avversari diventano amici in seguito, sapendo che Horohoro può ancora continuare a combattere nel torneo. Nel frattempo, Silva scopre che il prossimo avversario di Yoh è Faust VIII, ma non è in grado di convincere Anna a far perdere a Yoh l'incontro successivo. In un cimitero, Yoh incontra Faust, che vuole diventare il Re Sciamano per far rivivere sua moglie Eliza. Quando Faust attacca Manta per morbosa curiosità riguardo alla statura di Manta, uno Yoh infuriato è costretto a combattere gli scheletri di Faust. Esausto per aver sprecato furyoku per combattere gli scheletri, Yoh viene rapidamente superato dalla vera Superanima di Faust, un'Eliza fantasma formata dalle sue ossa. |                                     |                             |
| 6  | Due uomini partono per Izumo 「男二人出雲旅」 - Otoko futari Izumo tabi | 2 dicembre 1999 ISBN 4-08-872799-1  | 3 novembre 2003             |
| 6  | Capitoli - 45. Faust Love (ファウスト·ラブ?, Fausuto Rabu) - 46. Il coraggio (そんな勇気?, Sonna yūki) - 47. Un addio in giugno (6月の別れ?, 6 Getsu no wakare) - 48. Due uomini partono per Izumo (男二人出雲旅?, Otoko futari Izumo tabi) - 49. La logica del posto ideale (ベストプレイス論?, Besuto Pureisu ron) - 50. L'inferno delle palle (たま地獄?, Tama jigoku) - 51. Ehilà! (よう?, Yō) - 52. Evoluzione (進化?, Shinka) - 53. Due grandi spiriti (2人のビッグソウル?, Futari no Biggu Sōru) - Bonus. Kokkuri Angel Cupid Tamao |                                     |                             |
| 6  | Trama Quando la Superanima di Yoh scompare, perde la lotta contro Faust. Quando Manta trova Yoh in ospedale, Yoh rompe la loro amicizia a causa di ciò che è accaduto durante il combattimento e parte per Izumo con Anna e Amidamaru per consultare suo nonno Yohmei su come diventare abbastanza forte da battere il suo prossimo avversario, Ren. Su suggerimento di Yohmei, Yoh entra nella Yomi Cave, dove deve camminare per dieci giorni nell'oscurità. Nel frattempo, Manta trova Ryu e i due partono alla ricerca di Yoh. Quando arrivano a Izumo, si trovano di fronte a un discepolo Asakura, Tamao Tamamura, e ai suoi spiriti, Ponchi e Conchi, quando le divinazioni di Tamao suggerirono che Manta e Ryu fossero minacce per Yoh. Tuttavia, Anna la ferma e rivela che Ponchi e Conchi hanno sventato le previsioni, prima di portarli a incontrare Yoh. Quando Yoh finalmente emerge dalla Grotta Yomi, la sua Superanima è diventata più forte.                |                                     |                             |
| 7  | Cimitero Soul Mata 「ソウル摩多霊園」 - Sōru Mata reien | 2 febbraio 2000 ISBN 4-08-872825-4  | 3 dicembre 2003             |
| 7  | Capitoli - 54. Slogan (スローガン?, Surōgan) - 55. Ritrovo al cimitero (再会墓苑?, Saikai boen) - 56. Un tipo tranquillo (ユルい奴?, Yurui yatsu) - 57. Cimitero Soul Mata (ソウル摩多霊園?, Sōru Mata reien) - 58. Furyoku e Reiryoku (巫力と霊力?, Furyoku to Reiryoku) - 59. Non fare l'impossibile (無理しない?, Muri shinai) - 60. Perché? (なぜ?, Naze) - 61. Prima della cerimonia d'inaugurazione (開会式前?, Kaikai shiki mae) - 62. A proposito di Ren (蓮について?, Ren ni tsuite) - Bonus. Funbary Story 2000 - Bonus. Kokkuri Angel Cupid Tamao |                                     |                             |
| 7  | Trama Yoh torna a Tokyo per il suo terzo incontro dello Shaman Fight, dove combatte contro Ren. Sebbene Ren sia un feroce avversario dopo aver unito Bason con il suo kwan dao per formare una Superanima, i suoi attacchi sono inefficaci contro la capacità di Yoh di usare l'esperienza di combattimento di Amidamaru. Quando Yoh prende il sopravvento, Ren espande la sua Superanima per sopraffare Yoh, la cui compostezza gli consente di evitare tutti gli attacchi di Ren nonostante sia indebolito da ogni colpo. La rabbia di Ren lo fa esaurire il suo furyoku, offrendo finalmente a Yoh l'opportunità di contrattaccare. Nel frattempo, Jun incontra suo padre, Yúan Tao , e gli dice che Ren perderà. |                                     |                             |
| 8  | La via che conduce alla famiglia Tao 「道家への道」 - Taoke e no michi | 4 aprile 2000 ISBN 4-08-872848-3    | 3 gennaio 2004              |
| 8  | Capitoli - 63. Non è possibile (無理じゃない?, Muri ja nai) - 64. La cerimonia d'apertura (開会式へ?, Kaikai shiki e) - 65. Una notte all'En (炎の夜?, Honō no yoru) - 66. Canto al tramonto (夕焼けの経?, Yūyake no uta) - 67. Gli spiriti azzurri smarriti (さまよえる蒼い霊魂?, Samayoeru aoi reikon) - 68. La via che conduce alla famiglia Tao (道家への道?, Taoke e no michi) - 69. Contro En (対 円?, Tai En) - 70. Believe (Believe?) - 71. Due uomini - Le nostre tecniche mortali (男二人〜オレ達の必殺技〜?, Otoko futari oretachi no hissatsu waza) - Bonus. Kokkuri Angel Cupid Tamao |                                     |                             |
| 8  | Trama La battaglia di Yoh e Ren si conclude quando le loro Superanime svaniscono nello stesso momento, consentendo a Ren e Yoh di superare i round preliminari della lotta con gli sciamani. Dopo una festa alla locanda, Ren parte per la Cina per affrontare suo padre e liberarsi dell'eredità della sua famiglia. Mentre tornano da un negozio, Yoh e Tamao vengono attaccati da due sciamani noti come i fratelli BoZ che tentano di uccidere Yoh, ma vengono sconfitti da Ryu, che è diventato uno sciamano con Tokagero come suo partner. Quando Bason arriva a casa di Yoh e rivela che Ren è stato sconfitto e torturato da suo padre, Yoh, Horohoro, Ryu e Manta partono per la Cina per salvare Ren. Quando entrano nel castello di Tao, Horohoro e Ryu lavorano per sconfiggere i cinque guardiani jiangshi che li attaccano mentre Yoh va avanti per trovare Ren e Jun.                                                                                            |                                     |                             |
| 9  | Il viaggio degli sciamani 「シャーマンの旅へ」 - Shāman no tabi e | 2 giugno 2000 ISBN 4-08-872872-6    | 1º ottobre 2004             |
| 9  | Capitoli - 72. Due uomini - La nostra combinazione (男二人〜オレ達のコンビネーシヨン〜?, Otoko futari oretachi no Konbinēshiyon) - 73. La rinascita della ragazza Taoista (蘇る娘娘道士?, Yomigaeru nyan nyan Dōshi) - 74. Perché En Tao è immortale? (何故不死身道円?, Naze fujimi tō En) - 75. Il grande re della famiglia Tao in Oversoul (オーバーソウル大道王?, Ōbā Sōru daidō ō) - 76. La fine di En Tao (道の終焉?, Tao no shūen) - 77. Il viaggio degli sciamani (シャーマンの旅へ?, Shāman no tabi e) - 08. Il suo nome è re del futuro (未来王を名乗る?, Mirai ō o na noru) - 09. Pachi Airline (パッチエアライン?, Patchi Earain) - 00. Sky High (スカイ·ハイ?, Sukai Hai) - Bonus. Funbari Story - Tremila miglia - Bonus. Zizou 2000 |                                     |                             |
| 9  | Trama Yoh salva Ren e Jun, ma Ren non se ne andrà finché non avrà sconfitto suo padre. Mentre Horohoro e Ryu sono stati sconfitti dall'ultimo dei guerrieri jiang-shi, il cadavere del rianimato Shamon, Lee Pyron riesce a sconfiggere il suo ex mentore e permette a Ren di avanzare. Per verificare se suo figlio aveva ragione a fidarsi degli altri, Yúan usa la sua Superanima più forte. È costretto ad ammettere la sconfitta quando Ren lo supera e la famiglia di Ren lo convince ad accettare le sue scelte. Quando Yoh e i suoi amici tornano a Tokyo, la Patch Tribe annuncia che tutti i partecipanti al torneo verranno portati in America in aereo per il prossimo round. Prima di partire, Yoh, Ryu, Horohoro e Ren vengono attaccati da un adolescente di nome Hao che usa il gigante Spirito del fuoco. Quando l'aereo si trova a 1.200 km vicino al villaggio, tutti i partecipanti vengono fatti scendere dall'aereo per trovare da soli il Patch Village. |                                     |                             |
| 10 | La canzone della distruzione - Memoria di cinquecento anni fa 「滅びの伝承歌」 - Horobi no denshō ka | 4 settembre 2000 ISBN 4-08-873010-0 | 2 novembre 2004             |
| 10 | Capitoli - 81. Route 66 Turbo (ルート66ターボ?, Rūto 66 Tābo) - 82. La canzone della distruzione - Memoria di cinquecento anni fa (滅びの伝承歌-500年の記憶?, Horobi no denshō ka - 500 nen no kioku) - 83. Il distruttore nel futuro (滅ぼせし者は未来に?, Horobose shi mono wa mirai ni) - 84. La morte di Lilirara (リリララの死?, Ririrara no shi) - 85. Le fiamme dell'ambizione (野望の炎?, Yabō no honō) - 86. Dowsing Revolution (ダウジングレボリューション?, Daujingu Reboryūshon) - 87. Lyserg, il vendicatore (リゼルグ リベンジャー?, Rizerugu Ribenjā) - 88. Il nostalgico Big Ben (郷愁のビッグベン?, Kyōshū no Biggu Ben) - 89. Colui che ricorda Hao (ハオの面影を持つ者?, Hao no omokage o motsu mono) - Bonus. Funbari Story - Il quadrifoglio |                                     |                             |
| 10 | Trama Durante la ricerca della posizione del Patch Village, il gruppo di Yoh cerca di chiedere a Lilirara, un membro della tribù Seminoa. Quando rifiuta, rivela come la tribù Patch ha massacrato i suoi antenati e li attacca con gli spiriti dei suoi antenati. Mentre sentono la morte dei Seminoa, il gruppo di Yoh viene a sapere che l'assassino responsabile era Hao cinquecento anni fa. Dopo che Lilirara cede e rivela ciò che sa sul Patch, viene uccisa da Hao. Mentre il gruppo di Yoh va avanti, incontrano Lyserg Diethel, un ragazzo che vuole unirsi al loro gruppo, ma solo se sono forti. Sebbene ferisca Horohoro e Ren con la sua Superanima, Lyserg viene sconfitto da Yoh. In ospedale, Lyserg si scusa con il gruppo, confessando che i suoi genitori sono stati uccisi da Hao e che voleva che dei compagni forti si vendicassero. Sperando di temperare l'odio di Lyserg, il gruppo di Yoh lo accetta come nuovo compagno.                           |                                     |                             |

## Volumi 11-20
| Nº | Titolo italiano Giapponese 「Kanji」 - Rōmaji | Data di prima pubblicazione         | Data di prima pubblicazione |
| Nº | Titolo italiano Giapponese 「Kanji」 - Rōmaji | Giapponese                          | Italiano                    |
| 11 | Il sangue e il Regent 「血とリーゼント」 - Chi to Rīzento | 2 novembre 2000 ISBN 4-08-873038-0  | 2 dicembre 2004             |
| 11 | Capitoli - 90. Una brutta notizia dalle stelle (星からの悪い知らせ?, Hoshi kara no warui shirase) - 91. Tutti gli ingranaggi al loro posto (歯車のかみあう時?, Haguruma no kamiau toki) - 92. L'avventura di Horo Horo - Prima settimana (ホロホロ物語 第一週?, Horohoro monogatari dai ichi shū) - 93. L'avventura di Horo Horo - Seconda settimana (ホロホロ物語 第ニ週?, Horohoro monogatari dai ni shū) - 94. L'avventura di Horo Horo - Terza settimana (ホロホロ物語 第三週?, Horohoro monogatari dai san shū) - 95. Feeling Mesa Verdede 5 contro 5 (フィーリング メサ·ヴェルデデ 5vs5?, Fīringu Mesa Verudede 5 vs 5) - 96. Il sangue e il Regent (血とリーゼント?, Chi to Rīzento) - 97. Un inchino all'Ultra Regent (ウルトラリーゼントにヨロシク?, Urutora Rīzento ni yoroshiku) - 98. Cinestesia triste (悲しみキネテジー?, Kanashimi kinetejī) - Bonus. Funbari Story - Stasera mangiamo il gomoku zushi! |                                     |                             |
| 11 | Trama In Giappone, Yohmei ordina ad Anna di consegnare un libro contenente gli incantesimi di Hao a Yoh per aiutarlo a sconfiggere Hao, che in realtà è la reincarnazione del fondatore della famiglia Asakura. Quando il sigillo sul libro viene rotto ei suoi due demoni guardiani vengono liberati, Anna li sconfigge e prende il controllo di loro. In America, Horohoro è separato dai suoi amici e ferito. Per ringraziare Bluebell Bloch, il ranger del parco che lo ha salvato, pacifica il suo orso polare, che ha attaccato tutti coloro che gli si sono avvicinati. Quando l'orso viene ucciso dai bracconieri poco dopo, Horohoro è arrabbiato per lo spreco dei bracconieri, ma li risparmia prima di riunirsi con i suoi amici. Il gruppo di Yoh va a indagare su una rovina che potrebbe essere collegata al villaggio di Patch, ma trova cinque degli scagnozzi di Hao che vogliono mettere alla prova Yoh. Dopo che Boris Tepes Dracula attacca Lyserg, questi cade sotto il suo controllo e attacca Yoh.                                                        |                                     |                             |
| 12 | L'avvento della signora 「おかみ降臨」 - Okami kōrin | 22 dicembre 2000 ISBN 4-08-873063-1 | 3 gennaio 2005              |
| 12 | Capitoli - 99. Il leggendario Vlad (串刺し伝説?, Kushizashi densetsu) - 100. Pandemonio di spiriti (持霊百鬼夜行?, Ji rei hyakkiyakō) - 101. Una potenza rovente - Prima parte (メラ根性?, Mera konjō) - 102. Una potenza rovente - Seconda parte (メラメラ根性?, Meramera konjō) - 103. Angel Pistol (天使のピストル?, Tenshi no Pisutoru) - 104. Giudizio con un sorriso (ほほえみジャッジメント?, Hohoemi Jajjimento) - 105. L'avvento della signora (おかみ降臨?, Okami kōrin) - 106. La sposa della famiglia Asakura (麻倉の嫁?, Asakura no yome) - 107. La gratitudine di Bill (ビルの恩返し?, Biru no ongaeshi) |                                     |                             |
| 12 | Trama Dopo che Boris rivela che il suo spirito Blamaro possiede Lyserg, Boris fa in modo che il suo spirito possieda Yoh, cosa che fallisce quando Amidamaru convince Blamaro a smettere di attaccarli. Usando i risultati del suo allenamento con Yohmei, Ryu crea una Superanima di Yamata no Orochi che sconfigge Boris. Quando Yoh cerca di chiedere a Boris di Hao, Boris viene ucciso da Marco, un membro degli X-Laws, un gruppo creato per uccidere Hao e usare gli Arcangeli per le loro Superanime. Quando il seguace di Hao, Big Guy Bill Burton, tenta di attaccare Yoh, gli X-Laws quasi lo uccidono, fermati solo dall'intervento di Yoh e dalle critiche alle loro azioni estreme e violente. In risposta, Marco accende Yoh, ma si ferma prima e se ne va. Mentre il gruppo di Yoh cammina tra le rovine con Bill, Bill dice loro di lasciarlo e spiega come entrare al Patch Village. |                                     |                             |
| 13 | La traccia di L e F 「LとFの行方」 - L to F no yukue | 2 marzo 2001 ISBN 4-08-873085-2     | 2 febbraio 2005             |
| 13 | Capitoli - 108. Memoria di cinque miliardi e seicento milioni di anni (56億年の記億?, 56 oku nen no kioku) - 109. Giorni di riposo (選手村Days?, Senshu mura Days) - 110. My Team (成立マイチーム?, Seiritsu Mai Chīmu) - 111. La traccia di L e F (LとFの行方?, L to F no yukue) - 112. In Tokyo (イン トーキョー?, In Tōkyō) - 113. Fight! (ファイッ?, Fai) - 114. Il giaguaro nero (黒いジャガー?, Kuroi Jagā) - 115. L'uomo e il Peyote (男トペヨーテ?, Otoko to Peyōte) - 116. Il Natale di Chocolove (チョコラブのクリスマス?, Chokorabu no Kurisumasu) - Bonus: Gag Special 2001 - Bonus. Funbari Story - I sei Jizo |                                     |                             |
| 13 | Trama Mentre lasciano le rovine, il gruppo di Yoh soffre di allucinazioni e si sveglia nel Patch Village, che circonda il Grande Spirito. Mentre Lyserg scompare improvvisamente, Yoh trova Anna in un negozio, venuta con Manta e Tamao. Il gruppo incontra anche Chocolove, un comico che vuole unirsi a loro poiché i combattimenti dei tornei saranno ora con squadre di tre partecipanti. Come tale, Ren sceglie Horohoro e Chocolove come suoi compagni di squadra. Nel frattempo, Manta trova Faust VIII, la cui richiesta di unirsi alla squadra di Yoh viene accettata poiché sanno che non è malvagio. Due mesi dopo, lo Shaman Fight continua, e il primo incontro è tra il Team di Ren (Ren, Horohoro e Chocolove) contro "Tsuchigumi", composto dai BoZ Brothers e Peyote, che sono in realtà scagnozzi di Hao. Chocolove dimostra il suo coraggio sconfiggendo i fratelli BoZ con la sua Superanima, formata da artigli e dal suo spirito giaguaro Mic, ma viene sopraffatto quando si rifiuta di ucciderli dopo che Peyote possiede i fratelli con il suo spirito. |                                     |                             |
| 14 | La principessa della tortura - L'impertinente Iron Maiden 「拷問姫〜なまいきアイアンメイデン〜」 - Gōmon hime namaiki aian meiden | 4 giugno 2001 ISBN 4-08-873125-5    | 2 marzo 2005                |
| 14 | Capitoli - 117. Il suo nome è Orona (じじいの名はオロナ?, Jijī no na wa Orona) - 118. Il vento delle risate (笑いの風?, Warai no kaze) - 119. Slogan 2 (スローガン2?, Surōgan 2) - 120. L'anticamera è una ex pensione (控え室は元·旅館?, Hikaeshitsu wa moto ryokan) - 121. X Justice (正義X?, Seigi X) - 122. I Niles (んなことナイルズ?, Nna koto Nairuzu) - 123. Peccato e pena (罪とX?, Tsumi to X) - 124. Sacra fanciulla - Holy Girl (法☆リィ ガール?, Hō☆Ri Gāru) - 125. La principessa della tortura - L'impertinente Iron Maiden (拷問姫〜なまいきアイアンメイデン〜?, Gōmon hime namaiki Aian Meiden) - Bonus. Funbari Story - La festa di Tanabata segreta |                                     |                             |
| 14 | Trama Dopo aver ricordato la sua vita da criminale e come ha incontrato il suo maestro sciamano, Chocolove crea un colpo di vento per far ridere gli spiriti di Peyote al punto che non sono in grado di combattere. Ren finisce Peyote e il Team The Ren vince il primo incontro. Nella partita successiva, il Team Niles affronta XI, una delle squadre degli X-Laws, che ora include Lyserg. Sebbene Lyserg quasi uccida il suo avversario, Anatel Pokki, i suoi dubbi sull'uccisione spezzano la sua Superanima, costringendo il leader degli X-Law, Iron Maiden Jeanne a intervenire. Usando il suo spirito divino Shamash, annienta la squadra in un istante. |                                     |                             |
| 15 | L'orgoglio del popolo del nord 「北プライド」 - Kita Puraido | 4 luglio 2001 ISBN 4-08-873134-4    | 4 aprile 2005               |
| 15 | Capitoli - 126. Forza, Team delle Terme di Funbari (ふんばれふんばり温泉チーム?, Funbare Funbari onsen Chīmu) - 127. L'orgoglio del popolo del nord (北プライド?, Kita Puraido) - 128. L'album di Amidamaru (アルバム阿弥陀丸?, Arubamu Amidamaru) - 129. Ti seguirò ovunque! (あなたとならどこまでも?, Anata to nara doko made mo) - 130. L'album di Faust (ファウストアルバム?, Fausuto Arubamu) - 131. She-Devil! (奥様は悪魔?, Okusama wa akuma) - 132. I meriti di Ryu (竜の華?, Ryū no hana) - 133. Il potere di Yoh (葉力?, Yō ryoku) - 134. Un altro sforzo, Daigokojin! (もうひとふんばり大後光刃?, Mō hito Funbari Daigokōjin) |                                     |                             |
| 15 | Trama Per il loro primo incontro, il Team delle Terme di Funbari (composto da Yoh, Ryu e Faust) affronta gli Icemen, una squadra di sciamani delle parti settentrionali dell'Europa. L'atteggiamento composto del Team Funbari nei confronti della lotta offende il senso di orgoglio degli Icemen, ancor più quando Yoh, Faust e Ryu non vengono insultati e presto dimostrano i risultati travolgenti del loro allenamento con la direzione di Anna e il libro degli incantesimi di Hao, il Cho Senji Ryakketsu. Per riconoscere i loro sforzi, Yoh affronta gli Icemen da solo e li sconfigge tutti con il suo Spirit of Sword Superanima. |                                     |                             |
| 16 | I nipotini 「孫」 - Mago | 4 ottobre 2001 ISBN 4-08-873168-9   | 4 maggio 2005               |
| 16 | Capitoli - 135. La rabbia di Ren (連突?, Ren totsu) - 136. Il Paradiso (楽園?, Rakuen) - 137. Angelo in fiamme (炎上エンジェル?, Enjō Enjeru) - 138. La cosa più importante per la giustizia (正義に一番必要なもの?, Seigi ni ichiban hitsuyō na mono) - 139. L'eterna Maiden (永遠メイデン?, Eien Meiden) - 140. La procedura (すじ?, Suji) - 141. Quello è mio... (あいつはオイラの?, Aitsu wa oira no) - 142. Fratello mio! (ブラザーよ?, Burazā yo) - 143. I nipotini (孫?, Mago) |                                     |                             |
| 16 | Trama Yoh visita Lyserg, che si scusa per aver lasciato Yoh dopo aver aiutato Lyserg nel suo viaggio. Quando Jeanne chiede a Yoh di unirsi agli X-Law, lui rifiuta e se ne va. Durante una partita tra l'X-III degli X-Laws e la squadra di Hao, Hoshigumi, Hao li affronta da solo e li sconfigge facilmente. Quando X-III fa scattare una granata per consumare tutto l'ossigeno nell'arena, Hao rivela che lo Spirit of Fire non è limitato dalla mancanza di ossigeno perché Hao può manipolare tutti e cinque gli elementi. Le anime di X-III vengono consumate dallo Spirito del fuoco e Hoshi-gumi viene dichiarato vincitore. Quando gli amici di Yoh scoprono che il cognome di Hao è Asakura, Yoh confessa che Hao è la reincarnazione dell'originale Hao e del suo gemello e rivela la storia della sua famiglia con Hao. Perché Yoh è l'altra metà di Hao, Yohmei ha addestrato Yoh specificatamente per sconfiggere Hao. |                                     |                             |
| 17 | Fumon Tonko 「巫門遁甲」 - Fumon Tonkō | 24 dicembre 2001 ISBN 4-08-873216-2 | 3 giugno 2005               |
| 17 | Capitoli - 144. Il permesso d'insegnamento (伝授許可権?, Denju kyoka ken) - 145. Mikihisa Typhon (幹久タイフーン?, Mikihisa Taifūn) - 146. Super samurai (スーパー武将?, Sūpā bushō) - 147. Vita ascetica in montagna (修験?, Shugen) - 148. Barbecue Party (B·B·Qパーティー?, B B Q Pātī) - 149. Scontro mortale (Die☆激突?, Die gekitotsu) - 150. Fumon Tonko (巫門遁甲?, Fumon Tonkō) - 151. L'eterno addio (永遠にサヨナラ?, Eien ni sayonara) - 152. Il valore segreto del Furyoku (巫力値シークレット?, Furyokuchi Shīkuretto) |                                     |                             |
| 17 | Trama Il padre di Yoh, Mikihisa Asakura, incontra la squadra di Ren e decide di addestrarli. Quando Ren rifiuta l'offerta, combatte Mikihisa; nonostante abbia migliorato la sua Superanima, non è in grado di sconfiggerlo. Mentre si riprendono dal combattimento, due ufficiali di toppa, Nichrom e Magna, dirigono i seguaci di Hao ad attaccare le squadre di Ren e Mikihisa, costringendo Mikihisa a partire per difendere i suoi compagni di squadra, una coppia di bambini di nome Redseb e Seyram Munzer. Quando i bambini vengono affrontati dagli Hanagumi, vengono difesi da Anna, Jun e Tamao. Nel frattempo, la squadra di Ren combatte Peyote, Turbine e Zang-Ching, ma Ren viene ferito a morte prima che Yoh arrivi a salvarli. |                                     |                             |
| 18 | La maschera della resurrezione 「甦る仮面」 - Yomigaeru kamen | 4 marzo 2002 ISBN 4-08-873235-9     | 4 luglio 2005               |
| 18 | Capitoli - 153. Il nuovo Ren (あの日の蓮はもういない?, Ano hi no Ren wa mō inai) - 154. Che estate! (なにサマー?, Nani samā) - 155. La condizione (私の条件?, Watashi no jōken) - 156. Perdonami... (すまん?, Suman) - 157. Grazie... (ありがとう?, Arigatō) - 158. Emeth (Emeth?) - 159. Il Senjojiki del tanuki (たんたんたぬきの千畳敷です?, Tantan tanuki no Senjōjiki desu) - 160. La maschera della resurrezione (蘇える仮面?, Yomigaeru kamen) - 161. La maschera piangente (泣く仮面?, Naku kamen) |                                     |                             |
| 18 | Trama Quando Ryu e Faust vengono ad aiutare Yoh, tutti i soldati di Hao se ne vanno. Tuttavia, per salvare Ren, Yoh si avvicina agli Iron Maiden Jeanne e accetta la sua condizione che si ritirerà dallo sciamano se lei resusciterà Ren. Riconoscendo che Anna è ansiosa per Yoh, Jun e Tamao la convince a partire con Redseb e Seyram mentre affrontano l'Hanagumi. Le ragazze sono sopraffatte dalla forza degli Hanagumi fino a quando Mikihisa non arriva e le allontana. |                                     |                             |
| 19 | Au Revoir, monte Osore 「恐山ル・ヴォワール」 - Osorezan Revoir | 1º maggio 2002 ISBN 4-08-873274-X   | 2 agosto 2005               |
| 19 | Capitoli - 162. Prologo (プロローグ?, Purorōgu) - 163. Au Revoir, monte Osore (恐山Revoir un1?, Osorezan Revoir un) - 164. Au Revoir, monte Osore - II (恐山Revoir deux2?, Osorezan Revoir deux) - 165. Au Revoir, monte Osore - III (恐山Revoir trois3?, Osorezan Revoir trois) - 166. Au Revoir, monte Osore - IV (恐山Revoir quatre4?, Osorezan Revoir quatre) - 167. Au Revoir, monte Osore - V (恐山Revoir cinq5?, Osorezan Revoir cinq) - 168. Au Revoir, monte Osore - VI (恐山Revoir six6?, Osorezan Revoir six) - 169. Au Revoir, monte Osore - VII (恐山Revoir sept7?, Osorezan Revoir sept) - 170. Au Revoir, monte Osore - VIII (恐山Revoir huit8?, Osorezan Revoir huit) |                                     |                             |
| 19 | Trama Quando scopre che Yoh ha accettato di lasciare il torneo, Anna ricorda del suo primo incontro con lui cinque anni fa. Quando Yoh aveva dieci anni, fu mandato ad Aomori con il suo primo partner spirituale, lo spirito Nekomata Matamune , per incontrare la sua potenziale moglie a casa di sua nonna Kino. All'arrivo, Yoh incontra Anna, che lo minaccia freddamente, e viene attaccata da Oni prima che Matamune lo salvi. Quando Yoh incontra Anna in un negozio il giorno successivo, appare un altro Oni; Yoh reagisce, ma scompare quando Anna dice a Yoh di scappare. Quando tornano a casa di Kino, Yoh e Anna parlano mentre guardano il programma televisivo insieme, e Yoh promette che la proteggerà dall'evocare di nuovo Oni. |                                     |                             |
| 20 | Epilogo 「エピローグ」 - Epirōgu | 4 agosto 2002 ISBN 4-08-873295-2    | 2 settembre 2005            |
| 20 | Capitoli - 171. Au Revoir, monte Osore - IX (恐山Revoir neuf9?, Osorezan Revoir neuf) - 172. Au Revoir, monte Osore - X (恐山Revoir dix10?, Oserezan Revoir dix) - 173. Au Revoir, monte Osore - XI (恐山Revoir onze11?, Osorezan Revoir onze) - 174. Au Revoir, monte Osore - XII (恐山Revoir douze12?, Osorezan Revoir douze) - 175. Au Revoir, monte Osore - XIII (恐山Revoir treize13?, Osorezan Revoir treize) - 176. Au Revoir, monte Osore - XIV (恐山Revoir quatorze14?, Osorezan Revoir quatorze) - 177. Epilogo (エピローグ?, Epirōgu) - 178. Epilogo 2 (エピローグ 2?, Epirōgu 2) - 179. Epilogo 2 - Purificazione (エピローグ 2 禊?, Epirōgu 2 - Misogi) |                                     |                             |
| 20 | Trama Anna accetta di visitare il santuario con Yoh, ma i suoi poteri di lettura del pensiero la sopraffanno, facendo sì che un Oni estremamente potente si formi e diventi un Oh-Oni (il grande Oni). Quando Matamune è sopraffatto, l'Oh-Oni rapisce Anna e la porta sul Monte Osore così lei evocherà più Oni da consumare. Per salvare Anna, Matamune usa gli ultimi dei suoi poteri per formare un'enorme spada Superanima che Yoh può impugnare, anche se a costo di rinunciare alla sua forma fisica. Con il sacrificio di Matamune e il cuore di Anna che si apre a Yoh, l'Oh-Oni viene sconfitto. Tornando al presente, gli X-Laws stanno per far rivivere Ren, la cui anima cerca di fermarli quando si rende conto che Yoh lascerà il torneo per il suo bene. |                                     |                             |

## Volumi 21-30
| Nº | Titolo italiano Giapponese 「Kanji」 - Rōmaji | Data di prima pubblicazione        | Data di prima pubblicazione |
| Nº | Titolo italiano Giapponese 「Kanji」 - Rōmaji | Giapponese                         | Italiano                    |
| 21 | Epilogo II 「エピローグII」 - Epirōgu II | 4 ottobre 2002 ISBN 4-08-873327-4  | 4 ottobre 2005              |
| 21 | Capitoli - 180. Epilogo 2 - Il primo bacio (エピローグ 2 ファーストキッシュ?, Epirōgu 2 - Fāsuto Kisshu) - 181. Epilogo 3 (エピローグ 3?, Epirōgu 3) - 182. Epilogo 3 - Lo stupido (エピローグ - 馬鹿?, Epirōgu - Baka) - 183. Epilogo 3 - Coraggio (エピローグ - 勇気?, Epirōgu - Yūki) - 184. Epilogo 3 - Il sovrano (エピローグ - 王者?, Epirōgu - Ōja) - 185. Epilogo 3 - Vittoria (エピローグ - 勝利?, Epirōgu - Shōri) - 186. Epilogo 4 (エピローグ 4?, Epirōgu 4) - 187. Epilogo 4 - Il ragazzo (エピローグ 4 - ボーイ?, Epirōgu 4 - Bōi) - 188. Epilogo 4 - Fairy Tale (エピローグ - フェアリーテール?, Epirōgu - Fearī Tēru) |                                    |                             |
| 21 | Trama Nonostante gli sforzi di Ren, viene rianimato da Shamash ed è costretto a scappare con Ryu e Manta prima di incontrarsi con Yoh per ringraziarlo. Sconvolto dalla recente svolta degli eventi, Horohoro trova Big Guy Bill e Brocken Meyer che attaccano gli Icemen in modo che non possano lasciare l'isola dove si sta svolgendo il torneo. Tuttavia, Horohoro e gli Icemen non sono in grado di sconfiggere i seguaci di Hao finché non vengono distratti dall'apparizione del padre di Horohoro che cerca di lasciare l'isola. Quando Horohoro è quasi sconfitto dai suoi avversari, Lyserg arriva e lo salva con il suo nuovo Arcangelo, Zelel, e prende i feriti per essere guariti da Faust. Tuttavia, il gruppo di Yoh è costretto a fuggire quando altri seguaci di Hao li trovano, mentre Ryu viene lasciato indietro e viene quasi ucciso da Peyote e Turbine. |                                    |                             |
| 22 | Epilogo III 「エピローグIII」 - Epirōgu III | 4 dicembre 2002 ISBN 4-08-873348-7 | 3 novembre 2005             |
| 22 | Capitoli - 189. Epilogo 5 (エピローグ 5?, Epirōgu 5) - 190. Epilogo 5 - La terza potenza (エピローグ 5 - 第三勢力?, Epirōgu 5 - Daisan seiryoku) - 191. Epilogo 5 - Commedia (エピローグ 5 - 喜劇?, Epirōgu 5 - Kigeki) - 192. Epilogo 5 - Un altro giro (エピローグ 5 - もう一廻り?, Epirōgu 5 - Mō ichi mawari) - 193. Epilogo 5 - I fori (エピローグ 5 - 穴?, Epirōgu 5 - Ana) - 194. Epilogo 5 - Le Comuni (エピローグ 5 - コミューン?, Epirōgu 5 - Komyūn) - 195. Epilogo 5 - La prova (エピローグ 5 - 試練?, Epirōgu 5 - Shiren) - 196. Epilogo 5 - Tutti a raccolta - 1 (エピローグ 5 - 全員集合 前編?, Epirōgu 5 - Zen'in shūgō zenpen) - 197. Epilogo 5 - Tutti a raccolta - 2 (エピローグ 5 - 全員集合 後編?, Epirōgu 5 - Zen'in shūgō kōhen) |                                    |                             |
| 22 | Trama Yoh viene a sapere da Amidamaru che Ryu è in pericolo e torna a salvarlo. Quando Ryu muore combattendo Peyote e Turbine, viene rianimato da Sati dal Gandhara; poiché Gandhara mira a sconfiggere Hao, i suoi seguaci sono costretti a ritirarsi. Nel frattempo, Chocolove si confronta con il Golem quando Redseb e Seyram lo trovano con l'obiettivo di vendicare il padre. Yoh e Ryu arrivano mentre Chocolove viene ucciso; mentre Ryu viene mandato via per salvare Chocolove, Yoh combatte il Golem e convince Redseb a non combattere per odio cieco. Tuttavia, il Golem inizia a dilagare con Seyram all'interno e Yoh viene impalato all'arrivo di Hao, intento a distruggere il Golem dopo aver rivelato che Seyram è stato posseduto dal fantasma di suo padre. Un disperato Yoh è costretto a lottare con il resto dei seguaci di Hao fino a quando i suoi amici non arrivano per volere di Lyserg.Nel frattempo, l'anima di Chocolove finisce all'Inferno, dove appare il suo mentore e Joco deve affrontare il rimpianto e il senso di colpa nel suo cuore. |                                    |                             |
| 23 | Epilogo IV 「エピローグIV」 - Epirōgu IV | 4 febbraio 2003 ISBN 4-08-873381-9 | 1º dicembre 2005            |
| 23 | Capitoli - 198. Epilogo 5 - Amicizia (エピローグ 5 - 友情?, Epirōgu 5 - Yūjō) - 199. Epilogo 5 - Fermo! - 1 (エピローグ 5 - 止?, Epirōgu 5 - Tome) - 200. Epilogo 5 - Fermo! - 2 (エピローグ 5 - め?, Epirōgu 5 - Me) - 201. Epilogo 5 - Fermo! - 3 (エピローグ 5 - る!?, Epirōgu 5 - Ru!) - 202. Epilogo 5 - Forbidden Island (エピローグ 5 - 禁断のフィンランド?, Epirōgu 5 - Kindan no Finrando) - 203. Epilogo 5 - Il potere degli Indio (エピローグ 5 - インディオのカ?, Epirōgu 5 - Indio no ka) - 204. Epilogo 5 - In Indios (エピローグ 5 - インインディオ?, Epirōgu 5 - In Indio) - 205. Epilogo 5 - Pascal Avaf (エピローグ 5 - パスカル・アバフ?, Epirōgu 5 - Pasukaru Abafu) - 206. Epilogo 5 - Sfida! (エピローグ 5 - 決着だ!?, Epirōgu 5 - Ketchakuda!) |                                    |                             |
| 23 | Trama Hao decide di non combattere gli amici di Yoh, poiché è venuto solo per valutare le condizioni di Yoh, e se ne va. A causa della sua ferita, Yoh sviene mentre i suoi amici cercano di disarmare il Golem senza danneggiare Seyram. Nella speranza di salvare sua sorella, Redseb cerca di affrontare il Golem stesso per calmare lo spirito di suo padre, ma viene quasi ucciso fino a quando Chocolove, essendo stato rianimato da Sati di Gandhara, lo salva. Chocolove riesce a combattere senza problemi contro Golem, che il mentore di Joco Orona spiega è il risultato dell'utilizzo dello spirito di Pascal Avaf, che Chocolove aveva risvegliato mentre era all'inferno. Prima dello scontro finale, i demoni guardiani di Anna fermano Golem e Chocolove. |                                    |                             |
| 24 | SF 「SF」 | 4 aprile 2003 ISBN 4-08-873409-2   | 3 gennaio 2006              |
| 24 | Capitoli - 207. Epilogo 5 - Il vento dell'umorismo (エピローグ 5 - 笑いの風?, Epirōgu 5 - Warai no kaze) - 208. Shaman Fight (SF?) - 209. Rientro al punto di partenza (復帰か?, Fukki ka) - 210. Ritorno al punto di partenza (ふりだして?, Furidashi te) - 211. Attento, capitano Marco! (アブねー!マルコ隊長?, Abunē! Maruko taichō) - 212. Annientamento! (壊滅?, Kaimetsu) - 213. L'angelo caduto (DA·天使?, DA tenshi) - 214. Liberarsi dall'infamia (卒業?, Sotsugyō) - 215. Un uomo audace (豪胆マン?, Gōtan man) |                                    |                             |
| 24 | Trama Chocolove ritorna in vita e tiene a bada il Golem abbastanza a lungo da permettere a Redseb di raggiungere suo padre, che riprende i sensi quando la batteria interna del Golem inizia a scaricarsi. Mentre Yoh si riprende, Hao invia il suo seguace Opacho con un messaggio: se Yoh non torna allo sciamano, Hao ucciderà i bambini Munzer. Poiché deve rinnegare il suo accordo con Iron Maiden Jeanne, Yoh affronta le X-Laws con la decisione di tornare con la forza allo sciamano. Aiutato dai partner spirituali di suo padre e da Amidamaru, Yoh riesce a sopraffare il gruppo fino all'arrivo prematuro del Luchist Lasso, che è venuto per proteggere Yoh e uccidere Jeanne. Rivelati come il fondatore originale degli X-Laws, Luchist e Marco iniziano una battaglia all'ultimo sangue che Yoh e Lyserg devono fermare. |                                    |                             |
| 25 | Fulcro 「要」 - Kaname | 4 luglio 2003 ISBN 4-08-873481-5   | 2 febbraio 2006             |
| 25 | Capitoli - 216. Il pioniere di trappole (罠パイオニア?, Wana Paionia) - 217. Un'uccisione che inverte le posizioni (逆転葬らむ?, Gyakuten Hōmuramu) - 218. Supercar (スーパーカーだ?, Sūpākā da) - 219. Summit (サミット?, Samitto) - 220. Vittoria assoluta (必勝?, Hisshō) - 221. Il loto infangato (泥中の蓮?, Deichū no Ren) - 222. Una specie di Budda (仏の種類?, Hotoke no shurui) - 223. Mantenere una via moderata (中庸ということ?, Chūyō to iu koto) - 224. Non se ne vanta! (不自負?, Fu jifu) |                                    |                             |
| 25 | Trama Yoh e Lyserg mettono in atto una strategia intelligente per sconfiggere Luchist, durante la quale vengono a conoscenza del passato di Marco e Luchist insieme, la natura degli Arcangeli come spiriti sviluppati e che Jeanne non è una santa fanciulla ma una ragazza normale con poteri sciamanici di classe divina. Gli X-Laws diventano con riluttanza gli alleati di Yoh quando convince i suoi amici che l'unica strategia praticabile per sconfiggere Hao è lasciarlo diventare Shaman King e colpire mentre dorme mentre si fonde con il Grande Spirito. Tuttavia, per farlo, devono essere tra i finalisti di Shaman Fight, il che significa che la squadra di Ren deve sconfiggere i Myo della fazione Gandhara per avanzare. |                                    |                             |
| 26 | Il naso del fratello 「兄の鼻」 - Ani no hana | 3 ottobre 2003 ISBN 4-08-873514-5  | 2 marzo 2006                |
| 26 | Capitoli - 225. Senza zucchero (無糖?, Fudou) - 226. Alito fresco (息クール?, Iki Kūru) - 227. Nipopotekumpe (ニポポテクンペ?, Nipopo Tekunpe) - 228. Messinscena (芝居?, Shibai) - 229. VS Magical Princess (VS Magical Princess?) - 230. Mamma (母さん?, Kā-san) - 231. Countdown per lo sterminio (壊滅カウントダウン?, Kaimetsu Kauntodaun) - 232. Strategia spaziale X (宇宙作戦X?, Uchū sakusen X) - 233. Il naso del fratello (兄の鼻?, Ani no hana) |                                    |                             |
| 26 | Trama Sebbene Ren riesca a superare le capacità di annullamento del furyoku di Myo, lui e Chocolove vengono presto eliminati, lasciando solo Horohoro a combattere. Quando i suoi attacchi esauriscono il resto del furyoku di Myo, la squadra di Ren viene dichiarata vincitrice. Nel frattempo, l'X-II degli X-Laws fallisce nel tentativo di uccidere Hao, il che ha conseguenze maggiori di quanto siano in grado di prevedere. Per vendicare la morte di suo fratello per mano di Jeanne, Anahol Pokki attacca l'auto in cui Jeanne, Manta, Lyserg, Tamao e Marco stanno viaggiando. Mentre il Team Funbari si allena per il prossimo incontro, Yoh viene avvicinato da Lady Sati del Gandhara, che vuole vedere se è uno dei suoi cinque guerrieri e lo uccide per mandarlo all'Inferno per l'addestramento. |                                    |                             |
| 27 | Exoticar 「エキゾチカ」 - Ekizochika | 4 dicembre 2003 ISBN 4-08-873514-5 | 3 aprile 2006               |
| 27 | Capitoli - 234. Incontro all'Inferno (地獄めぐりあい?, Jigoku meguriai) - 235. L'antenato (ご先祖さまで?, Go senzo sa made) - 236. Non è la festa dei morti (お盆ではないけれど?, Obon de wa nai keredo) - 237. Una funzione commemorativa (供養したっていいんじゃないッ??, Kuyō shitatte iinjanai?) - 238. Essere neutrali (あくまで中立?, Akumade chūritsu) - 239. Una dura prova (大試練?, Dai shiren) - Special one-shot. Exoticar (エキゾチカ?, Ekizochika) - Special one-shot. Un diario o l'Exoticar |                                    |                             |
| 27 | Trama Yoh e Amidamaru appaiono all'Inferno dove hanno il compito di combattere Yohken Asakura , un antenato della famiglia Asakura che ha ucciso Hao in un passato sciamano. Sebbene sopraffatto dall'esperienza e dalle tecniche di Yohken, Yoh crea una nuova Superanima utilizzando una spada in ciascuna delle sue mani per sconfiggere Yohken. Dopo che Yohken riacquista i sensi e lui e Yoh discutono su come sconfiggere Hao, la sua anima viene improvvisamente distrutta da un gruppo di Oni intenti ad attaccare Yoh. Nel frattempo, Sati spiega a Ryu e Faust che i cinque guerrieri leggendari sono quelli che controllano gli elementi, e lei vuole che usino cinque spiriti elementali tra cui lo Spirito del fuoco di Hao per sconfiggere Hao. Tuttavia, i seguaci di Hao appaiono con l'intenzione di uccidere Sati e Gandhara. |                                    |                             |
| 28 | Bella donna 「いい女」 - Ii onna | 4 marzo 2004 ISBN 4-08-873572-2    | 2 maggio 2006               |
| 28 | Capitoli - 240. Dispersi all'Inferno (地獄はなればなれ?, Jigoku wa nareba nare) - 241. Bella Donna (いい女?, Ii onna) - 242. Ave Marco (アヴェ·マルコ?, Ave Maruko) - 243. Fine del sogno (夢の終わり?, Yume no owari) - 244. Fare sul serio (それは本気さ?, Sore wa honki sa) - 245. L'uomo da cui non voglio essere sconfitto (負けられねえ奴?, Makerarenē yatsu) - 246. Rinascita! (甦れ?, Yomigaere) - 247. Incursione nemica (敵意?, Tekī) - 248. Non è un angelo (天使なんかじゃない?, Tenshi nanka janai) - Bonus. Prova di coraggio (きもだあし?, Kimodaashi) |                                    |                             |
| 28 | Trama Il Team Myo del Gandhara manda la squadra di Ren all'Inferno per allenarsi; mentre Ren e Horohoro devono affrontare i propri Inferi sotto la guida di Matamune, Chocolove si allena sotto Pascal Avaf. Lyserg, dopo essere stato ucciso dall'alleato di Hao Anahol, appare anche all'Inferno, dove è guidato da Avaf. Marco, sopravvissuto all'attacco di Anahol grazie all'intervento di Jeanne, tenta di mandare via Tamao e Manta per proteggere Lyserg e Jeanne fino a quando non possono essere rianimati da Sati. Quando Hao arriva, Ponchi scappa e torna con Anna, che tiene a bada Hao mentre Tamao cerca aiuto. Quando Sati viene ucciso dai seguaci di Hao, Faust resuscita Yoh proprio mentre completa i suoi test all'Inferno e protegge i suoi amici. Nel frattempo, il Patch Village viene scoperto da umani comuni guidati dal padre di Manta, Mansumi; quando i seguaci di Hao cercano di attaccarli,Peyote li tradisce e uccide i suoi compagni. |                                    |                             |
| 29 | Abbasso lo Shaman Fight! 「くたばれSF」 - Kutabare SF | 30 aprile 2004 ISBN 4-08-873594-3  | 5 giugno 2006               |
| 29 | Capitoli - 249. Abbasso lo Shaman Fight! (くたばれSF?, Kutabare SF) - 250. Kurobina (黒雛?, Kurobina) - 251. Germoglio (双葉?, Futaba) - 252. Empatia (感情移入する?, Kanjō inyū suru) - 253. Quel giorno (あの日?, Ano hi) - 254. Bianco e nero (白黒?, Shirokuro) - 255. La forza della natura (自然の力?, Shizen no chikara) - 256. Un grande spirito sovrannaturale e il suo destino (大精霊と運命と?, Dai seirei to unmei to) - 257. Concludere la battaglia (決着?, Ketchaku) - Bonus. Poema delle Terme Funbari -Vecchio Cinema Paradiso- |                                    |                             |
| 29 | Trama Dopo che Peyote rivela ai suoi compagni che Hao può leggere nella mente e che nessuno di loro lo conosce veramente, si uccide. Anna lotta per resistere a Hao, salvando le anime di Hanagumi dall'essere divorate, finché Yoh non arriva per fermare Hao. I fratelli bevono insieme e discutono del piano di Hao di assorbire Yoh. Sati, resuscitata da Faust, resuscita Jeanne e rivela le identità dei leggendari guerrieri che stava cercando. Quando lo sciamano riprende con una partita tra la squadra di Ren e il team Funbari per decidere chi avanzerà alla semifinale, Yoh rivela che vuole salvare Hao perché Hao non ha amici. Durante il combattimento, Ryu e Faust vengono entrambi eliminati, lasciando Yoh a combattere da solo contro Ren e Horohoro. La partita raggiunge le sue fasi finali quando viene interrotta da un Lyserg rianimato. Sati e Jeanne arrivano e annunciano il ritiro di diverse squadre, lasciando il Team Funbari, il Team Ren, l'Hoshigumi e l'XI come semifinalisti.                                                           |                                    |                             |
| 30 | Insolito 「非日常さん」 - Hi nichijō-san | 2 luglio 2004 ISBN 4-08-873627-3   | 3 luglio 2006               |
| 30 | Capitoli - 258. Insolito (非日常さん?, Hi nichijō-san) - 259. In quel luogo (その場所?, Sono basho) - 260. Donna cattiva (悪い女?, Warui onna) - 261. La prima e ultima volta (最初で最後の?, Saisho de saigo no) - 262. La scena di Reiheit (ライハイト·シーン?, Raihaito shīn) - 263. Teruko, colei che maledice verso le due di notte (丑の刻参ラー輝子?, Ushi no koku mairā Teruko) - 264. La nascita del re (キング誕生?, Kingu tanjō) - 265. Silva Style 2 (シルバスタイル2?, Shiruba Sutairu 2) - 266. Plant (プラント?, Puranto) - Bonus. Il poema di Funbari -Adolescenza- - Bonus- Il mondo di Mickey |                                    |                             |
| 30 | Trama Dopo il combattimento tra il Team Funbari Onsen e il Team The Ren, Yoh ei suoi amici si rilassano nelle sorgenti termali. Hao li accompagna, spiegando che le semifinali del torneo si svolgeranno nel continente perduto Mue che Mansumi Oyamada ha diverse navi preparate per attaccare la costa per trovare il continente. Hao propone a Yoh e ai suoi amici di fermare Mansumi insieme, cosa che accettano per vedere la forza di Hao. Il giorno successivo, tutti gli sciamani si uniscono sulla costa, dove Hao usa la sua armatura Superanima di Spirit of Fire e distrugge la maggior parte delle navi con il suo potere travolgente. Quando gli sciamani entrano a Mu, tutte le squadre si ritirano in modo che Hao diventi il Re Sciamano e iniziano il loro piano per sconfiggere i dieci sacerdoti Patch e Hao mentre dorme. Mentre avanzano per inseguire Hao, Marco rimane indietro per combattere contro Luchist, ed entrambi che muoiono in battaglia. |                                    |                             |

## Volumi 31-32
| Nº | Titolo italiano Giapponese 「Kanji」 - Rōmaji | Data di prima pubblicazione       | Data di prima pubblicazione |
| Nº | Titolo italiano Giapponese 「Kanji」 - Rōmaji | Giapponese                        | Italiano                    |
| 31 | Pache Song 「パッチソング」 - Patchi Songu | 4 ottobre 2004 ISBN 4-08-873659-1 | 2 agosto 2006               |
| 31 | Capitoli - 267. Namari del deserto (砂漠のナマリ?, Sabaku no Namari) - 268. Cucinare il deserto (砂漠捌き?, Sabaku sabaki) - 269. Vincere con poco Furyoku (少ない巫力で勝つ?, Sukunai Furyoku de katsu) - 270. Le liti consolidano l'amicizia (雨降って?, Ame futte) - 271. La porta pesante (重い扉?, Omoi tobira) - 272. Pache Song (パッチソング?, Pacchi Songu) - 273. Il miracolo dell'angelo (天使がくれたキセキ?, Tenshi ga kureta kiseki) - 274. Svergognati (不様だな?, Buzama dana) - 275. Calcolare il valore del Furyoku (巫力値を割り出す?, Furyoku chi wo waridashu) - Bonus. Il poema di Funbari -Il mondo di Mickey- |                                   |                             |
| 31 | Trama Il gruppo di Yoh entra nella prima dei dieci "Plant" di Mu, solo 15 ore prima che Hao si svegli come Shaman King. Nel Plant del deserto, vengono affrontati dal sacerdote Namari, che combatte e uccide Ryu, lasciando Ren e Horohoro a finirlo. Dopo che Faust ha rianimato Ryu, il gruppo si trasferisce nel secondo plant, dove è stata tesa un'imboscata dall'officiante Bron, che uccide Ren e Horohoro. Jeanne evita la cattura mentre si trova nell'Iron Maiden e combatte finché Lyserg non incenerisce Bron. Tuttavia, il gruppo deve avanzare senza di lei dopo che ha esaurito il suo furyoku resuscitando Ren e Horohoro. I restanti membri del gruppo entrano nel terzo plant, dove Ren combatte Magna per riscattarsi dalla sua precedente battaglia. |                                   |                             |
| 32 | Un vecchio poema 「いつかの詩」 - Itsuka no shi | 5 gennaio 2005 ISBN 4-08-873694-X | 4 settembre 2006            |
| 32 | Capitoli - 276. Il valore attuale (現在値を言う?, Genzaine o iu) - 277. Planetario (プラネタリウム?, Puranetariumu) - 278. Mike Performance (マイクパフォーマンス?, Maiku Pafōmansu) - 279. Una cosa terribile (怖い事?, Kowai koto) - 280. Un vecchio poema (いつかの詩?, Itsuka no shi) - 281. Da adesso... per sempre... (今までずっと?, Ima made zutto) - 282. Le mucche (牛?, Ushi) - 283. Prima di tutto (とりあえず?, Toriaezu) - 284. Buonanotte (おやすみ?, Oyasumi) - 285. Alla fine di un sogno (夢のあと?, Yume no ato) - Il poema di Funbari - Episodio 1 - Prologo (ふんばりの詩第一話「プロローグ」?, Funbari no shidai ichi wa 'purorōgu') - Episodio 2 - Il guerriero leggendario (ふんばりの詩第二話「伝説の戦士」?, Funbari no shidai ni wa 'densetsu no senshi') - Episodio 3 - Un bambino smarrito (ふんばりの詩第三話「迷子」?, Funbari no shidai san wa 'maigo') - Episodio 4 - Una persona veramente paziente (ふんばりの詩 第四話「がんばる人」?, Funbari no shidai yon wa 'ganbaru hito') - Episodio 5 - Il poema di Funbari (ふんばりの詩 第五話「ふんばりの詩」?, Funbari no shidai go wa 'funbari no shi') |                                   |                             |
| 32 | Trama Ren batte Magna e il gruppo va al quarto plant, dove combattono contro Radim, l'annunciatore di Shaman Fight. Faust e Yoh riescono a sconfiggere Radim, anche se a costo della vita di Faust, lasciando il gruppo senza alcun mezzo per resuscitare. Nel frattempo, il Gandhara riesce a ottenere tre degli Spiriti degli elementi dall'inferno, lasciando Sati a combattere contro il re Enma per ottenere lo Spirito della Terra. Jun scopre che Redseb e Seyram sono partiti per Mu con il Golem per aiutare Yoh ad affrontare Hao. I bambini Munzer vengono entrambi uccisi dopo aver trovato Hao, che risparmia l'anima di Redseb in modo che possa consegnare lo Spirito del fuoco al gruppo di Yoh, anche se Lyserg si astiene dall'usarlo immediatamente. Al quinto plant, trovano Kalim, che offre loro la possibilità di riposarsi prima di combatterli; loro accettano di andare a dormire per prepararsi a combattere i restanti Patch e Hao il giorno successivo. Al risveglio la mattina successiva, Manta trova Anna che ha trovato un modo per andare a Mu. Il volume termina con Funbari Poem, una serie sequel, che mostra il figlio di Yoh e Anna, Hana Asakura, alla ricerca dei cinque leggendari guerrieri insieme a Ryu. |                                   |                             |

## Capitoli presenti esclusivamente nella versionekanzenban
I seguenti capitoli sono presenti esclusivamente nella versione kanzenban del manga (corrispondente alla Perfect Edition italiana di 27 volumi edita da Star Comics) e sono stati successivamente ristampati nell'edizione Kodansha da 35 volumi (corrispondenti invece alla Final Edition italiana), saltando in entrambe le edizioni la versione originale del capitolo 285. I capitoli aggiuntivi 265 e 266 invece sono stati raccolti nel volume 24 (29 nell'edizione Kodansha), portando di conseguenza a rinominare il numero dei capitoli successivi. I capitoli 287-291 sono raccolti nel volume 26 mentre i numeri 292-300 sono presenti nel 27 (nell'edizione Kodansha dal volume 32 al 35). Alcuni capitoli dell'edizione originale sono stati rinominati, ma la storia raccontata è rimasta inalterata.
- 265. La vera forma del male (悪の正体?, Aku no shōtai)
- 266. La vera giustizia (真実の正義?, Shinjitsu no masayoshi)
- 287. Buongiorno continente Mu (グッドモーニング ムー大陸?, Guddo Mōningu mū tairiku)
- 288. Perdendo Damuko (フォーリンダム子?, Fōrin Damuko)
- 289. Giungla invisibile (インビジブルジュリーン?, Inbijiburu jurīn)
- 290. I gatti si affezionano alle persone sole (猫は寂しい人間(ひと)になつく?, Neko wa sabishii ningen (hito) ni natsuku)
- 291. Odiami, Nichrome, altrimenti non mi sconfiggerai (憎めニクロム さもなくば俺は倒れん?, Nikume Nikuromu sa mo nakuba ore ha taoren)
- 292. Il coraggioso gambo di fagiolo (ど根性豆の木?, Dokonjō mame no ki)
- 293. Il vero potere del vento (風の真価?, Kaze no shinka)
- 294. Last Test Shaman Fight (Last Test Shaman Fight?)
- 295. Oltre il sogno (夢のあと?, Yume no ato)
- 296. Incontro con il Patch (パッチとの遭遇?, Patchi to no sōgū)
- 297. Shaman King God End Part I (シャーマンキング God End Part I?, Shāman Kingu God End Part I)
- 298. Shaman King God End Part II (シャーマンキング God End Part II?, Shāman Kingu God End Part II)
- 299. Shaman King God End Part III (シャーマンキング God End Part III?, Shāman Kingu God End Part III)
- 300. The Last Words (The Last Words?)

La storia ricomincia esattamente dopo l'originale capitolo 284: Yoh e compagni si svegliano dopo la notte passata nel Plant di Kalim e si preparano ad affrontarlo. Durante la lotta viene rivelato il passato di Horohoro e la vera identità di Kororo, ovvero lo spirito reincarnato di una sua amica d'infanzia soprannominata "Damko" che il ragazzo aveva inavvertitamente lasciato morire nel tentativo di allontanarsi da lei. Battuto Kalim, i ragazzi invadono il Plant della foresta dove affrontano Renim, il Plant della grotta dove Ren combatte Nichrom, il Plant del mare dove vengono sfidati da Talim, il Plant del ghiacciaio dove Yoh finalmente batte Silva e infine il Plant dello spazio, dove ad attenderli come prova finale è Rutherfor, che rivela loro le origini aliene della tecnologia dei Patch. Ma a questo punto Hao si risveglia come Shaman King e con poco sforzo uccide sia Yoh e compagni che Anna e gli altri, che avevano trovato un modo per penetrare nel continente Mu. All'interno del Grande Spirito, ormai diventato un tutt'uno con Hao stesso, gli spiriti di Yoh e dei Cinque Guerrieri combattono grazie agli Spiriti della Natura contro il loro onnipotente nemico, venendo sopraffatti dalla sua forza. Ma quando tutto sembra perduto Manta, Anna e tutti gli altri personaggi riescono a soccorrerli grazie a un treno spirituale creato dall'unione dei loro cuori, che ospita sia i personaggi vivi che i morti di tutta la serie. Davanti a tutte le anime presenti di fronte a lui, un interdetto Hao perde il suo odio nei confronti dell'umanità e la capacità di leggere il cuore delle persone, e riesce finalmente a rivedere il suo amico d'infanzia Ohachiyo e la madre. Ormai moralmente sconfitto, Hao decide di posticipare il suo proposito di sterminare l'umanità, preferendo osservare il mondo per segni di miglioramento. Alcuni anni dopo i Cinque Guerrieri, ormai adulti, si riuniscono assieme a Manta, Ryu, Anna e Hana, il figlio di Anna e Yoh, per festeggiare alle terme di Funbari, ognuno convinto che in qualche modo il mondo può essere migliorato.